# Kongwa
Kongwa es un valiato de Tanzania perteneciente a la región de Dodoma.
En 2012, el valiato tenía una población de 309 973 habitantes, de los cuales 13 531 vivían en la kata de Kongwa.
El valiato se ubica en el este de la región y limita con la región de Manyara al norte y la región de Morogoro al este. La localidad se ubica unos 50 km al este de la capital nacional Dodoma, junto a la carretera B129 que lleva a Morogoro.

## Subdivisiones
Se divide en 22 katas:
- Chamkoroma
- Chitego
- Chiwe
- Hogoro
- Iduo
- Kibaigwa
- Kongwa
- Lenjulu
- Makawa
- Matongoro
- Mkoka
- Mlali
- Mtanana
- Nghumbi
- Ngomai
- Njoge
- Pandambili
- Sagara
- Sejeli
- Songambele
- Ugogoni
- Zoissa